# Egalicia testacea
Egalicia testacea là một loài bọ cánh cứng trong họ Cerambycidae.